# العلاقات البليزية الليبية
العلاقات البليزية الليبية هي العلاقات الثنائية التي تجمع بين بليز وليبيا.

## مقارنة بين البلدين
هذه مقارنة عامة ومرجعية للدولتين:
| وجه المقارنة                                              | بليز         | ليبيا                                       |
| --------------------------------------------------------- | ------------ | ------------------------------------------- |
| المساحة (كم2)                                             | 22.97 ألف    | 1.76 مليون                                  |
| عدد السكان (نسمة)                                         | 374.68 ألف   | 6.37 مليون                                  |
| الكثافة السكانية (ن./كم²)                                 | 16.31        | 3.62                                        |
| العاصمة                                                   | بلموبان      | طرابلس                                      |
| اللغة الرسمية                                             | لغة إنجليزية | اللغة العربية، اللغة العربية الفصحى الحديثة |
| العملة                                                    | دولار بليزي  | دينار ليبي                                  |
| الناتج المحلي الإجمالي (بليون دولار)                      | 1.84 مليار   | 50.98 مليار                                 |
| الناتج المحلي الإجمالي (تعادل القوة الشرائية) بليون دولار | 3.05 مليار   | 69.32 مليار                                 |
| الناتج المحلي الإجمالي الاسمي للفرد دولار أمريكي          | 4.88 ألف     |                                             |
| الناتج المحلي الإجمالي للفرد دولار أمريكي                 | 8.42 ألف     | 15.60 ألف                                   |
| مؤشر التنمية البشرية                                      | 0.715        | 0.724                                       |
| رمز المكالمات الدولي                                      | +501         | +218                                        |
| رمز الإنترنت                                              | .bz          | .ly                                         |
| المنطقة الزمنية                                           | 00           | ت ع م+02:00، توقيت شرق أوروبا               |

## منظمات دولية مشتركة
يشترك البلدان في عضوية مجموعة من المنظمات الدولية، منها:
| علم المنظمة | اسم المنظمة                        | تاريخ انضمام بليز | تاريخ انضمام ليبيا |
| ----------- | ---------------------------------- | ----------------- | ------------------ |
|             | مؤسسة التنمية الدولية              | 19 مارس 1982      | 1 أغسطس 1961       |
|             | يونسكو                             | 10 مايو 1982      | 27 يونيو 1953      |
|             | وكالة ضمان الاستثمار متعدد الأطراف | 29 يونيو 1992     | 5 أبريل 1993       |
|             | الأمم المتحدة                      | 25 سبتمبر 1981    | 14 ديسمبر 1955     |
|             | الاتحاد البريدي العالمي            | ?                 | ?                  |
|             | البنك الدولي للإنشاء والتعمير      | 19 مارس 1982      | 17 سبتمبر 1958     |
|             | الاتحاد الدولي للاتصالات           | 16 ديسمبر 1981    | 3 فبراير 1953      |
|             | منظمة حظر الأسلحة الكيميائية       | ?                 | ?                  |
|             | مؤسسة التمويل الدولية              | 19 مارس 1982      | 18 سبتمبر 1958     |
|             | منظمة الشرطة الجنائية الدولية      | ?                 | ?                  |

## وصلات خارجية
- موقع وزارة الخارجية البليزية
- موقع وزارة الخارجية الليبية